# Campionati italiani di sci alpino 1975
Ai Campionati italiani di sci alpino 1975 furono assegnati i titoli di discesa libera, slalom gigante, slalom speciale e combinata, sia maschili sia femminili.

## Risultati

### Uomini

#### Discesa libera
| Pos. | Atleta        | Nazione |
| ---- | ------------- | ------- |
| 1    | Herbert Plank | Italia  |
| 2    | Roland Thöni  | Italia  |
| 3    | Stefano Anzi  | Italia  |

#### Slalom gigante
| Pos. | Atleta        | Nazione |
| ---- | ------------- | ------- |
| 1    | Gustav Thöni  | Italia  |
| 2    | Piero Gros    | Italia  |
| 3    | Diego Amplatz | Italia  |

#### Slalom speciale
| Pos. | Atleta              | Nazione |
| ---- | ------------------- | ------- |
| 1    | Piero Gros          | Italia  |
| 2    | Ilario Pegorari     | Italia  |
| 3    | Tino Pietrogiovanna | Italia  |

#### Combinata
| Pos. | Atleta        | Nazione |
| ---- | ------------- | ------- |
| 1    | Herbert Plank | Italia  |
| 2    | Piero Gros    | Italia  |
| 3    | Roland Thöni  | Italia  |

### Donne

#### Discesa libera
| Pos. | Atleta         | Nazione |
| ---- | -------------- | ------- |
| 1    | Jolanda Plank  | Italia  |
| 2    | Cristina Tisot | Italia  |
| 3    | Laura Motta    | Italia  |

#### Slalom gigante
| Pos. | Atleta         | Nazione |
| ---- | -------------- | ------- |
| 1    | Cristina Tisot | Italia  |
| 2    | Wilma Gatta    | Italia  |
| 3    | Thea Gamper    | Italia  |

#### Slalom speciale
| Pos. | Atleta              | Nazione |
| ---- | ------------------- | ------- |
| 1    | Daniela Viberti     | Italia  |
| 2    | Daniela Zini        | Italia  |
| 3    | Raffaella Pignataro | Italia  |

#### Combinata
| Pos. | Atleta           | Nazione |
| ---- | ---------------- | ------- |
| 1    | Daniela Viberti  | Italia  |
| 2    | Daniela Zini     | Italia  |
| 3    | Sieglinde Zemmer | Italia  |